# Борба на Дреновцу
9. марта 1906. доњоречка чета војводе Змејка Блажевића и прилепска чета војводе Илије Јовановића-Прилепца налазиле су се на данику у српском селу Дреновцу (Прилепска каза). Чете су проказане турским властима од стране бугараша из Небрегова и Присата. Велико одељење турске војске је опколило село и изненадило српске чете. После вишечасовне борбе, у којој је погинуло 18 и рањено 12 војника, четници су покушали да се пробију, што је некима и успело. 
У борби је погинуо војвода Илија Јовановић, Марко Протић, Димитрије Јовановић и Мирче Наумовић. Рањени четници Никола Ристић из Дабинце и Марко Ристић из Требоња извршили су самоубиство. Живи су ухваћени војвода Змејко Блажевић и четници Аца Секулић и Воја Станојевић, сва тројица је била теже рањена. Турци су успели да заплене и четну архиву једног од војвода. Војвода Змејко је покушао да се убије скоком у бунар, али Турци су то приметили и извукли га одатле онесвешћеног.
Битољски суд је заробљенике осудио на доживотну робију. После проглашења хуријета (23. јул 1908) четници су амнестирани. Ухапшена тројица је пуштена на слободу и од 1909. Змејко је опет активан у четничкој организацији, што је видно и из платног списка.
После пропасти на Дреновцу у западном Повардарју су биле само четири српске чете. Убрзо после ове борбе војвода Јосиф Ивановић је ликвидирао денунцијаторе из Небрегова и Присата.